# Chris Killen
Chris Killen (18 de octubre de 1981 en Wellington) es un exfutbolista neozelandés que jugaba como delantero.
Desempeñó la mayor parte de su carrera en clubes de Inglaterra, Gales y Escocia, logrando ganar la Premier League escocesa 2007-08 con el Celtic, aunque en su mayoría jugó en la segunda y tercera división del sistema de ligas inglés.
Con la selección neozelandesa ganó la Copa de las Naciones de la OFC en 2000 y 2008, además de disputar la Copa FIFA Confederaciones en 2003 y 2009 y la Copa Mundial de 2010.

## Carrera
Comenzó su carrera en el Manchester City, club en el que entre 1999 y 2002 realizó solo tres apariciones. Fue dado a préstamo al Wrexham en 2000, donde hizo su debut profesional, y al Port Vale en 2001. En 2002 fue contratado por el Oldham Athletic, donde permaneció cuatro años. En 2006 fue transferido al Hibernian escocés y en 2007 al Celtic. Con el elenco de Glasgow ganó la Premier League de Escocia 2006/07, aunque fue perdiendo rodaje y tuvo que ser cedido al Norwich City para jugar más.
En 2010 fue transferido al Middlesbrough, aunque ese mismo año partió a China para jugar en el Shenzhen Ruby. Killen dejó el club en febrero de 2012 y firmó ese mismo mes con el recientemente ascendido Chongqing FC. A finales de 2013 rescindiría su contrato con el club y se retiró.

### Clubes
| Club                          | País       | Año         |
| ----------------------------- | ---------- | ----------- |
| Manchester City Football Club | Inglaterra | 1999 - 2002 |
| Wrexham (a préstamo)          | Gales      | 2000        |
| Port Vale (a préstamo)        | Inglaterra | 2001        |
| Oldham Athletic AFC           | Inglaterra | 2002 - 2006 |
| Hibernian Football Club       | Escocia    | 2006 - 2007 |
| Celtic Football Club          | Escocia    | 2007 - 2010 |
| Norwich City (a préstamo)     | Inglaterra | 2009        |
| Middlesbrough Football Club   | Inglaterra | 2010        |
| Shenzhen Ruby Football Club   | China      | 2010 - 2011 |
| Chongqing Football Club       | China      | 2012 - 2013 |

### Selección nacional
Representando a Nueva Zelanda debutó oficialmente en la Copa de las Naciones de la OFC 2000 donde los Kiwis fueron subcampeones. Aunque dos años después se coronaría campeón oceánico en la edición de Nueva Zelanda 2002, gracias a este título jugó la Copa FIFA Confederaciones 2003, disputada en Francia.
Obtuvo su segundo título con la selección neozelandesa en la Copa de las Naciones de la OFC 2008. Fue convocado para la Confederaciones 2009 y la Copa Mundial de 2010, donde los All Whites fueron el único equipo invicto del torneo al igualar en sus tres presentaciones. Logró el tercer puesto en la Copa de las Naciones de la OFC 2012

#### Participaciones en Copas del Mundo
| Juegos                         | Sede      | Resultado    |
| ------------------------------ | --------- | ------------ |
| Copa Mundial de Fútbol de 2010 | Sudáfrica | Primera fase |

#### Partidos y goles internacionales
| Partidos y goles internacionales | Partidos y goles internacionales | Partidos y goles internacionales       | Partidos y goles internacionales | Partidos y goles internacionales | Partidos y goles internacionales           | Partidos y goles internacionales |
| #                                | Fecha                            | Estadio                                | Rival                            | Resultado                        | Competición                                | Gol(es)                          |
| -------------------------------- | -------------------------------- | -------------------------------------- | -------------------------------- | -------------------------------- | ------------------------------------------ | -------------------------------- |
| 2000                             |                                  |                                        |                                  |                                  |                                            |                                  |
| 1                                | 19 de junio                      | Estadio Pater Te Hono Nui, Papeete     | Tahití                           | 2 – 0                            | Copa de las Naciones de la OFC 2000        |                                  |
| 2                                | 21 de junio                      | Estadio Pater Te Hono Nui, Papeete     | Vanuatu                          | 3 – 1                            | Copa de las Naciones de la OFC 2000        | 2 (2)                            |
| 3                                | 21 de junio                      | Estadio Pater Te Hono Nui, Papeete     | Islas Salomón                    | 2 – 0                            | Copa de las Naciones de la OFC 2000        |                                  |
| 4                                | 21 de junio                      | Estadio Pater Te Hono Nui, Papeete     | Australia                        | 0 – 2                            | Copa de las Naciones de la OFC 2000        |                                  |
| 5                                | 13 de agosto                     | Stadium Merdeka, Kuala Lumpur          | Malasia                          | 0 – 0                            | Amistoso                                   |                                  |
| 6                                | 19 de agosto                     | Stadium Merdeka, Kuala Lumpur          | Australia                        | 2 – 0                            | Amistoso                                   |                                  |
| 2001                             |                                  |                                        |                                  |                                  |                                            |                                  |
| 7                                | 22 de mayo                       | Bishan Stadium, Singapur               | Singapur                         | 0 – 3                            | Amistoso                                   |                                  |
| 8                                | 20 de junio                      | Westpac Stadium, Wellington            | Australia                        | 0 – 2                            | Clasificación para la Copa Mundial de 2002 |                                  |
| 9                                | 24 de junio                      | ANZ Stadium, Sídney                    | Australia                        | 1 – 4                            | Clasificación para la Copa Mundial de 2002 |                                  |
| 2002                             |                                  |                                        |                                  |                                  |                                            |                                  |
| 10                               | 5 de julio                       | Estadio North Harbour, Auckland        | Tahití                           | 4 – 0                            | Copa de las Naciones de la OFC 2002        |                                  |
| 11                               | 7 de julio                       | Estadio North Harbour, Auckland        | Papúa Nueva Guinea               | 9 – 1                            | Copa de las Naciones de la OFC 2002        | 4 (6)                            |
| 12                               | 12 de julio                      | Mount Smart Stadium, Auckland          | Vanuatu                          | 3 – 0                            | Copa de las Naciones de la OFC 2002        | 1 (7)                            |
| 13                               | 14 de julio                      | Mount Smart Stadium, Auckland          | Australia                        | 1 – 0                            | Copa de las Naciones de la OFC 2002        |                                  |
| 2003                             |                                  |                                        |                                  |                                  |                                            |                                  |
| 14                               | 8 de junio                       | City Stadium, Richmond                 | Estados Unidos                   | 1 – 2                            | Amistoso                                   |                                  |
| 15                               | 18 de junio                      | Stade de France, París                 | Japón                            | 0 – 3                            | Copa FIFA Confederaciones 2003             |                                  |
| 16                               | 20 de junio                      | Estadio Gerland, Lyon                  | Colombia                         | 1 – 3                            | Copa FIFA Confederaciones 2003             |                                  |
| 2006                             |                                  |                                        |                                  |                                  |                                            |                                  |
| 17                               | 24 de mayo                       | Estadio Ferenc Szusza, Budapest        | Hungría                          | 0 – 2                            | Amistoso                                   |                                  |
| 18                               | 27 de mayo                       | Stadion Altenkirchen, Altenkirchen     | Georgia                          | 3 – 1                            | Amistoso                                   | 1 (8)                            |
| 19                               | 31 de mayo                       | A. Le Coq Arena, Tallin                | Estonia                          | 1 – 1                            | Amistoso                                   |                                  |
| 20                               | 4 de junio                       | Stade de Genève, Ginebra               | Brasil                           | 0 – 4                            | Amistoso                                   |                                  |
| 2007                             |                                  |                                        |                                  |                                  |                                            |                                  |
| 21                               | 17 de octubre                    | Churchill Park, Lautoka                | Fiyi                             | 2 – 0                            | Copa de las Naciones de la OFC 2008        |                                  |
| 2009                             |                                  |                                        |                                  |                                  |                                            |                                  |
| 22                               | 3 de junio                       | National Stadium, Dar es-Salaam        | Tanzania                         | 1 – 2                            | Amistoso                                   |                                  |
| 23                               | 6 de junio                       | Estadio Nacional, Gaborone             | Botsuana                         | 0 – 0                            | Amistoso                                   |                                  |
| 24                               | 10 de junio                      | Atteridgeville Super Stadium, Pretoria | Italia                           | 3 – 4                            | Amistoso                                   | 2 (10)                           |
| 25                               | 14 de junio                      | Royal Bafokeng Stadium, Rustenburg     | España                           | 0 – 5                            | Copa FIFA Confederaciones 2009             |                                  |
| 26                               | 17 de junio                      | Royal Bafokeng Stadium, Rustenburg     | Sudáfrica                        | 0 – 2                            | Copa FIFA Confederaciones 2009             |                                  |
| 27                               | 20 de junio                      | Royal Bafokeng Stadium, Johannesburgo  | Irak                             | 0 – 0                            | Copa FIFA Confederaciones 2009             |                                  |
| 28                               | 10 de octubre                    | Estadio Nacional de Baréin, Riffa      | Baréin                           | 0 – 0                            | Clasificación para la Copa Mundial de 2010 |                                  |
| 29                               | 14 de noviembre                  | Westpac Stadium, Wellington            | Baréin                           | 1 – 0                            | Clasificación para la Copa Mundial de 2010 |                                  |
| 2010                             |                                  |                                        |                                  |                                  |                                            |                                  |
| 30                               | 3 de marzo                       | Estadio Rose Bowl, Pasadena            | México                           | 0 – 2                            | Amistoso                                   |                                  |
| 31                               | 24 de mayo                       | Melbourne Cricket Ground, Melbourne    | Australia                        | 1 – 2                            | Amistoso                                   | 1 (11)                           |
| 32                               | 15 de junio                      | Royal Bafokeng Stadium, Rustenburg     | Eslovaquia                       | 1 – 1                            | Copa Mundial de Fútbol de 2010             |                                  |
| 33                               | 20 de junio                      | Mbombela Stadium, Nelspruit            | Italia                           | 1 – 1                            | Copa Mundial de Fútbol de 2010             |                                  |
| 34                               | 24 de junio                      | Estadio Peter Mokaba, Polokwane        | Paraguay                         | 0 – 0                            | Copa Mundial de Fútbol de 2010             |                                  |
| 35                               | 9 de octubre                     | Estadio North Harbour, Auckland        | Honduras                         | 1 – 1                            | Amistoso                                   |                                  |
| 36                               | 12 de octubre                    | Westpac Stadium, Wellington            | Paraguay                         | 0 – 2                            | Amistoso                                   |                                  |
| 2011                             |                                  |                                        |                                  |                                  |                                            |                                  |
| 37                               | 25 de marzo                      | Estadio Wuhan Sports Center, Wuhan     | China                            | 1 – 1                            | Amistoso                                   |                                  |
| 38                               | 1 de junio                       | Invesco Field at Mile High, Denver     | México                           | 0 – 3                            | Amistoso                                   |                                  |
| 39                               | 5 de junio                       | Adelaide Oval, Adelaida                | Australia                        | 0 – 3                            | Amistoso                                   |                                  |
| 2012                             |                                  |                                        |                                  |                                  |                                            |                                  |
| 40                               | 29 de febrero                    | Mount Smart Stadium, Auckland          | Jamaica                          | 2 – 3                            | Amistoso                                   | 1 (12)                           |
| 41                               | 2 de junio                       | Estadio Lawson Tama, Honiara           | Fiyi                             | 1 – 0                            | Copa de las Naciones de la OFC 2012        |                                  |
| 42                               | 4 de junio                       | Estadio Lawson Tama, Honiara           | Papúa Nueva Guinea               | 2 – 1                            | Copa de las Naciones de la OFC 2012        |                                  |
| 43                               | 8 de junio                       | Estadio Lawson Tama, Honiara           | Nueva Caledonia                  | 0 – 2                            | Copa de las Naciones de la OFC 2012        |                                  |
| 44                               | 11 de septiembre                 | Estadio North Harbour, Auckland        | Islas Salomón                    | 6 – 1                            | Clasificación para la Copa Mundial de 2014 | 1 (13)                           |
| 45                               | 16 de octubre                    | Estadio Pater Te Hono Nui, Papeete     | Tahití                           | 2 – 0                            | Clasificación para la Copa Mundial de 2014 |                                  |
| 46                               | 16 de octubre                    | AMI Stadium, Christchurch              | Tahití                           | 3 – 0                            | Clasificación para la Copa Mundial de 2014 | 1 (14)                           |
| 2013                             |                                  |                                        |                                  |                                  |                                            |                                  |
| 47                               | 22 de marzo                      | Forsyth Barr Stadium, Dunedin          | Nueva Caledonia                  | 2 – 1                            | Clasificación para la Copa Mundial de 2014 | 1 (15)                           |
| 48                               | 5 de septiembre                  | Estadio Rey Fahd, Riad                 | Arabia Saudita                   | 1 – 0                            | OSN Cup 2013                               | 1 (16)                           |

## Palmarés
| Título                    | Club               | País          | Año     |
| ------------------------- | ------------------ | ------------- | ------- |
| Copa de las Naciones      | Selección nacional | Nueva Zelanda | 2002    |
| Premier League de Escocia | Celtic             | Escocia       | 2007-08 |
| Copa de las Naciones      | Selección nacional | Nueva Zelanda | 2008    |